# Hallova věta
Hallova věta je matematické tvrzení dokázané v roce 1935 anglickým matematikem Philipem Hallem. Týká se kombinatoriky a podává nutnou a postačující podmínku pro existenci systému různých reprezentantů ze systému podmnožin.

## Znění
Nechť S = {S1, S2, … } je (ne nutně spočetná) množina konečných podmnožin množiny M.
Systém různých reprezentantů (někdy se zkracuje na SRR) je množina X = {x1, x2, …} různých prvků množiny M (kde |X| = |S|), přičemž pro každé i platí, že xi je prvkem Si.
Hallova podmínka pro množinu S je splněna, pokud pro každou její podmnožinu T platí, že
{\displaystyle |\bigcup T_{i}|\geq |T|} (tj. libovolných n množin z množiny S má dohromady alespoň n prvků)
Hallova věta pak říká, že pro množinu S = {S1, S2, … } existuje SRR X = {x1, x2, … }, právě když S splňuje Hallovu podmínku.

## Příklady

### Triviální
(i) Je dán množinový systém {\displaystyle M=(M_{i}:i\in I)}. Mějme množiny I = {1,2,3,4}, M1 = {a, b, d}, M2 = {a, c}, M3 = {b, c}, M4 = {b, d}. Existuje SRR?
Odpověď: Ano, SRR existuje, například v M1 vybereme b, v M2 vybereme a, v M3 vybereme c a v M4 zvolíme d.
(ii) Je dán množinový systém {\displaystyle M=(M_{i}:i\in I)}. Mějme množiny I = {1,2,3,4}, M1 = {a, c}, M2 = {a, c}, M3 = {b, c}, M4 = {a, b}. Chceme rozhodnout, zda existuje SRR.
Řešení: SRR neexistuje, protože není splněna Hallova podmínka. Zvolíme-li totiž množinu J jako množinu indexů takovou, že J = {1,2,3,4}, pak by podle Hallovy věty mělo platit {\displaystyle |\bigcup M_{i}|\geq |J|}. To ale neplatí, protože {\displaystyle |\bigcup M_{i}|=|{a,b,c}|=3} a {\displaystyle |J|=4}.

### Sezdávací věta
Historická formulace tohoto problému (díky které se v anglofonním prostředí Hallově větě občas říká také „marriage theorem“ a Hallově podmínce „marriage condition“) zní tak, že máme n mužů a n žen, přičemž ke každé ženě i muži máme přiřazenu množinu potenciálních partnerů a máme za úkol zjistit, jestli můžeme přiřadit každé ženě jednoho různého muže, aby byla všechna takto vytvořená partnerství v definovaných skupinách.
Toto zadání se od hledání SRR poněkud liší v tom, že se v něm na problém díváme jakoby z obou stran. Při hledání SRR bychom chtěli uspokojit buď jen ženy s jejich požadavky na muže nebo muže s jejich požadavky na ženy. Problémy jsou však převoditelné.

### Využití
Pomocí Hallovy věty lze dokázat, že
- v k-regulárním bipartitním grafu existuje k navzájem disjunktních perfektních párování.
- částečně (po celých řádcích) vyplněný latinský čtverec lze vždy doplnit na celý.

## Důkaz věty
Důkaz se provádí matematickou indukcí a patří do základních hodin kombinatoriky na vysokých školách.